# Rue Cantegril
La rue Cantegril (en occitan : carrièra del Forn de Cantagril) est une voie de Toulouse, chef-lieu de la région Occitanie, dans le Midi de la France.

## Situation et accès
La rue Cantegril est une voie publique. Elle se situe dans le quartier Saint-Georges.
La chaussée compte une seule voie de circulation automobile en sens unique, de la rue des Arts vers la rue Boulbonne. Elle est définie comme une zone de rencontre et la vitesse y est limitée à 20 km/h. Il n'existe pas de bande, ni de piste cyclable, quoiqu'elle soit à double-sens cyclable.

### Voies rencontrées
La rue Cantegril rencontre les voies suivantes, dans l'ordre des numéros croissants :
1. Rue des Arts
2. Rue Boulbonne

## Odonymie

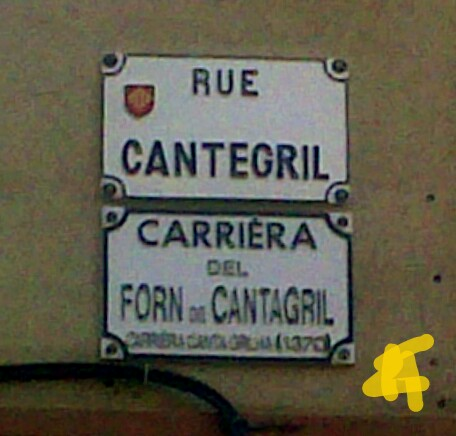
Plaques de rue en français et en occitan.

La rue Cantegril a toujours porté ce nom, puisqu'on le rencontre déjà au XIIIe siècle (carriera Canto Grillo en occitan médiéval, 1370). On trouve également, dans la deuxième moitié du XVe siècle, l'appellation de rue du Four-de-Cantegril (carraria furni de Cantegril en latin médiéval, 1474, et carriera del four de Cantegril en occitan médiéval, 1478). Ces deux appellations lui venaient du four de Cantegril, un des 25 fours publics que comptait la ville au XVe siècle, et qui se trouvait à l'emplacement de l'actuel no 11. Le four était dit canta grilh (« chante grillon » en occitan), car les grillons se réfugiaient près des fours pour profiter de leur chaleur, en hiver comme en été. En 1794, pendant la Révolution française, la rue est renommée rue la Persévérance,.

## Histoire

### Moyen Âge et période moderne
Au Moyen Âge, la rue Cantegril appartient au capitoulat de Saint-Étienne. Elle se trouve sur un des principaux axes de la ville, qui traverse la ville d'est en ouest, depuis la porte Saint-Étienne au Pont-Vieux et pont de la Daurade permettent de franchir la Garonne. La population est composée d'artisans et de commerçants, attirés par la proximité de la place Saint-Georges, la plus vaste des places de la ville, bordée de nombreux couverts. Un four public, le four de Cantegril (« chante grillon » en occitan), dessert les habitants du quartier (emplacement de l'actuel no 11),. En cas d'incendie, on trouve deux puits, l'un au carrefour de la rue des Quatre-Carres (actuelle rue Boulbonne), l'autre au carrefour de la rue Peyras (actuelle rue Antonin-Mercié). 
À partir du XVIe siècle, le quartier de la rue Cantegril se transforme. Les hommes de loi, avocats, notaires, et conseillers travaillant à la sénéchaussée ou au Parlement, se font plus nombreux. Plusieurs d'entre eux sont d'ailleurs capitouls, tel le marchand Jean Vidal, capitoul en 1520 et en 1521 (emplacement de l'actuel no 1 bis). Le plus fameux des parlementaires reste Jean de Coras. Professeur de droit à l'université de Toulouse, puis à Valence et à Ferrare, il rentre à Toulouse en 1551 et devient conseiller au Parlement en 1553. Mais, converti au calvinisme, il participe aux troubles et aux combats qui déchirent la ville en 1562 et doit fuir. Revenu, il est victime des massacres de la Saint-Barthélémy toulousaine : comme deux ou trois cents protestants, il est assassiné le 4 octobre 1572. Son corps est pendu à l'orme de la place du Palais (actuelle place du Salin), sa maison pillée et saccagée. 
Les artisans les plus nombreux sont généralement des peintres, des sculpteurs et des architectes. On trouve ainsi, au XVIe siècle, l'architecte Nicolas Bachelier, qui habite une maison de la rue (emplacement de l'actuel no 2 actuel) entre 1535 et 1544. Au siècle suivant, on voit les peintres Charles, Denis et François Escoubé et Guillaume Fenasse (emplacement de l'actuel no 1), les sculpteurs et architectes Arthur Legoust, père, fils et petits-fils, puis le sculpteur Jean Albes, sculpteur (actuel no 3). De l'autre côté de la rue sont les architectes Pierre Bérard et Nicolas Buterne (emplacement de l'actuel no 2).
À partir du XVIIe siècle, les constructions en brique se font plus nombreuses et les propriétaires reconstruisent la plupart des maisons, dans le style classique en vogue à Toulouse (actuels no 1 bis, 3 et 5). Le mouvement se poursuit au XVIIIe siècle (actuel no 7). Les travaux les plus imposants concernent la construction d'un vaste hôtel particulier, qui occupe presque tout le côté sud de la rue (actuel no 2), pour la famille de Bertier : on sait que Guillaume de Bertier, seigneur de Saint-Germier et conseiller au Parlement, possède déjà une maison en 1602. L'hôtel est probablement construit pour François de Bertier, conseiller au Parlement en 1681, avocat général en 1690, premier président au Parlement de Pau en 1704, puis premier président à Toulouse de 1710 à 1723. Malgré les interdictions capitulaires, on remarque cependant que les constructions en corondage se poursuivent jusqu'au XVIIIe siècle (actuel no 9).

### Époque contemporaine
Dans la deuxième moitié du XIXe siècle, la rue Cantegril est en partie touchée par les travaux d'élargissement des voies de la ville. En effet, la municipalité toulousaine se préoccupe d'améliorer la circulation et l'hygiène. Ainsi, la place Boulbonne, au carrefour de la rue Boulbonne et de la rue d'Astorg, est élargie à la suite de la démolition d'une maison de la rue Cantegril (ancien no 13). Dans le même temps, plusieurs immeubles sont reconstruits dans les styles haussmannien et éclectique aux extrémités de la rue, du côté de la rue des Arts (actuel no 1) et de la rue Boulbonne (actuel no 11). 
En 1861, la Caisse d'épargne, qui se trouvait auparavant rue Boulbonne, est installée dans la rue (actuel no 2). En 1881, son siège est à nouveau changé pour la rue des Arts,. 
À partir des années 1980, la rue Cantegril bénéficie d'un programme d'embellissement, par l'érection de la fontaine Boulbonne en 1984. En 2005, la rue est pavée et semi-piétonisée. Elle compte aujourd'hui plusieurs boutiques de prêt-à-porter.

## Patrimoine et lieux d'intérêt

### Hôtel et immeuble Bertier
- no  2 : emplacement d'une maison de Nicolas Bachelier (XVIe siècle) ; hôtel de Bertier (XVIIe siècle-XVIIIe siècle) ; Caisse d'Épargne (1861-1881). 
L'immeuble actuel, qui occupe tout le côté sud de la rue Cantegril, a été construit à partir du XVIIe siècle à l'emplacement de plusieurs maisons plus petites. Dans l'une d'elles a vécu, entre 1535 et 1544, l'architecte Nicolas Bachelier. Un vaste immeuble est construit au XVIIe siècle, pour un membre de la famille Bertier, qui l'occupe entre 1602 et 1723. On sait qu'il est occupé au début de ce siècle par Guillaume de Bertier, seigneur de Saint-Germier et conseiller au Parlement, et François de Bertier, conseiller au Parlement en 1681, puis premier président au Parlement de Pau en 1701 et de Toulouse en 1710. C'est de cette période que datent les élévations sur la cour, dont les grandes fenêtres ont un encadrement en brique et pierre alternées. Sur la rue, la façade semble avoir été remaniée au XVIIIe siècle, peut-être pour Antoine Lecomte, marquis de Noé, conseiller au Parlement et avocat général. Sa longue façade se compose de trois pans de quatre, trois et sept travées, qui épousent l'orientation de la rue Cantegril[5],[8].

- no  11 : immeuble Bertier. 
L'immeuble est construit probablement au XVIIe siècle pour la famille Bertier. Il s'élève à l'emplacement du four de Cantegril, un four public qui desservait les habitants du quartier de la place Saint-Georges. Il s'ouvre également sur la rue Boulbonne (actuel no 43), en bordure de cette place[9].

### Autres immeubles
- sans numéro, côté pair : immeuble (milieu du XIXe siècle). 
L'immeuble se situe à l'angle de la rue Cantegril et de la rue des Arts. L'élévation de style néo-classique, datée du milieu du XIXe siècle, comporte trois travées. Le rez-de-chaussée présente de grandes ouvertures de boutiques et est recouvert de bossages. Les 1er et 2e étages sont embrassés par des pilastres colossaux à bossage, qui encadrent les fenêtres. Celles-ci sont dotées de balconnets en fonte ornés de motifs géométriques et sont surmontées au 1er étage de frises en terre cuite ornées de motifs végétaux. L'élévation est couronnée d'une corniche à denticules[10].

- no  1 bis : immeuble (fin du XVIIe siècle) ; maison du peintre Guillaume Fenasse (1670). 
L'immeuble est construit à la fin du XVIIe siècle, après la réunion de deux parcelles distinctes. C'est peut-être à cette époque qu'y vit le peintre Guillaume Fenasse, auteur du retable de la chapelle des Pénitents bleus. La façade sur rue se développe sur quatre travées. Au rez-de-chaussée, la porte centrale, dotée d'une imposte en fonte, est encadrée par une arcade de boutique en plein cintre à gauche et une autre en anse de panier à droite. Les étages sont décroissants et séparés par des cordons en brique. Les grandes fenêtres rectangulaires possèdent des appuis en pierre et sont reliées par des tables en légère saillie. Les petites ouvertures rectangulaires à droite ont un appui et un linteau en pierre[11].

- no  9 : immeuble en corondage. 
L'immeuble, construit probablement au XVIIIe siècle, est maçonné au rez-de-chaussée, mais les deux étages sont en pan de bois recouvert d'enduit. Les fenêtres ont été reprises au XIXe siècle, celles du 1er étage sont surmontées d'une large corniche[12].

## Personnalités
- Arthur Legoust (vers 1580-vers 1630) : le sculpteur Arthur Legoust, puis ses enfants, vécurent dans une maison à l'emplacement de l'actuel no 3[5].